# 레이디 (영화)
《레이디》는 2023년에 개봉한 대한민국의 영화이다.

## 캐스팅
- 오성수 : 송일도 역
- 윤진솔 : 엘레나 역
- 박서원 : 여정이 역
- 백한영 : 정해옥 역
- 성빈 : 정대식 역
- 이유채 : 장연화 역
- 윤여경 : 임수지 역
- 구도은 : 김다희 역
- 유수화 : 김지은 역
- 전예린 : 박은정 역
- 김예진 : 강선주 역
- 장준원 : 조동희 역
- 고태런 : 브라이언 역
- 이기현 : 루카스 역
- 현석환 : 데니스 역
- 나윤호 : 화이트 역
- 김민세 : 유정평 역
- 이원철 : 이동식 역
- 장용원 : 오정관 역
- 황대기 : 고장석 역
- 조연제 : 여정이남편 역
- 조용상 : 의사(남) 역
- 남궁하린 : 의사(여) 역
- 한우진 : 사진작가 역
- 손혜인 : 산부인과손님 역
- 조혜지 : 파란나라손님 역
- 김지윤 : 메이크업 실장 역
- 김지은 : 헤어실장 역
- 신태준 : 햄버거집 손님 역
- 손서영 : 햄버거집 손님 역
- 선라이즈볼 직원들 : 햄버거집 손님 역
- 이영교 : 바다정원 카페 종업원 역
- 이승훈 : 바다정원 카페 손님 역
- 이수진 : 바다정원 카페 손님 역
- 김서아 : 바다정원 카페 손님 역
- 트롤비스 서울숲길점 대표님 : 서울카페 사장님 역
- 거진전통시장 시장슈퍼 사장님 : 잡화점 사장님 역
- 조용상 : 의사(남) 역 (특별출연)